# Софи Подлипска
Софи Подлипска (на чешки: Sofie Podlipská) е чешка преводачка, редакторка и писателка на произведения в жанра драма, детска литература и документалистика. Сестра е на писателката Каролина Светла.

## Биография и творчество
Софи Подлипска, с рождено име Зофи Ротова, е родена на 15 май 1833 г. в Прага, Австрийска империя. Произхожда от един от клоновете на заможното семейство Рот. Баща ѝ е търговецът Юстах Рот (1795 – 1869), а майка ѝ е Анна Фогел (1811 – 1882). Има сестра – Йохана Ротова (Каролина Света, писателка) и брат – Йиндржих Рот. Получава добро образование със сестра си, далеч от патриотичните влияния.
Омъжва се за лекаря Йозеф Подлипски (1816 – 1867). Има син – Прокоп, политик, и дъщеря – Людмила.
След като се омъжва, се отдава на литературна дейност и дейности в женски асоциации („Минерва“, Защита на изоставените и пренебрегвани момичета в Американския дамски клуб). След като остава вдовица през 1867 г. се включва още по-интензивно в обществения и литературен живот. Сприятелява се с Божена Немцова и Ярослав Връхлицки, който става съпруг на дъщеря ѝ Людмила.
Пише за изданията „Osvěty“, „Květů“, „Rodinné kroniky“, „Světozoru“ и „Zlaté Prahy“. Редактира списанието „Ženskou bibliotéku“ (Библиотека за жената) и нейния алманах „Souzvuk“ (Акорд). Прави преводи от френски език на Жорж Санд и Йожен Скриб.
В творчеството си се да изобрази критично съвременното богато общество, опира се на исторически теми и описва пробуждащото се национално съзнание на патрицианските семейства. Част от работата ѝ е посветена на образователни теми за деца или на борбата за подобряване на социалния статус на жените. Произведенията ѝ не намират широк отзвук, тъй като имат прекомерен акцент върху образователните елементи, недостатъчно изобразяване на героите, и подчертано щастливо решение на сюжета.
Благодарение на нея е запазена красивата кореспонденция между Ян Неруда и Каролина Светала и разказа за голяма им любов.
Софи Подлипска умира на 17 декември 1897 г. в Прага, Австро-Унгария.

## Произведения
- Tři povídky pro milou dorůstající mládež (1864)
- Povídky a bajky pro drobné dětičky, které se rády učí číst (1864)
- Listy staré vychovatelky někdejším schovankám (1868, 1886)
- Sbírka pohádek pro mládež (1872)
- Osud a nadání (1872) – роман
- Na domácí půdě (1872) – роман
- Přechody (1873) – роман
- Malá tulačka ()
- Vladislav ()
- Student a uhlíř (1874)
- Divná žena (1875)
- Kouzla na horách (1875)
- Dětská svornost (1875)
- Příklady z oboru vychovacího (1875 – 76, 3 тома)
- Anna Náprstková (1875) – биография
- Životopis prášku (1877) – басня
- Nalžovský (1878) – роман
- Anežka Přemyslovna (1879) – роман
- Jaroslav ze Šternberka (1881) – роман
- Peregrinus I, II (1881, 1882) – роман
- Pozemský prach (1891)
- Břeh (1891) – роман
- O Palečkovi (1891) – приказка
- Báchorky a pověsti (1892)
- Přemysl Otakar II. (1892 – 93, 2 тома) – роман
- Anna Náprstková, dobrodinka chudých a zakladatelka Náprstkova muzea (1893)
- Z říše královny pohádky (1893)
- Pradědeček kačer
- Divá žena (1893)
- Nejmladší syn (1895)
- Stará píseň (1895)
- Mraveniště (1896) – роман
- Vojta Náprstek (1896) – биография
- Dvě novely (1896)
- Opuštěné dítě. Studie sociální a výchovná (1897)
- Iluze (1897) – роман

издадени посмъртно
- Mír (1898) – роман
- Povídky o mně (1899)
- Lidské včely (1901) – роман
- Milující neznámá a jiné novely (1902) – сборник
- Paměť a smrt a jiné novely (1903) – сборник
- Oldřich, Božena a sv. Prokop (1905)